# Kalat (Afganistan)
Kalat – miasto w północno-wschodnim Afganistanie. Jest stolicą prowincji Zabol. W 2021 roku populacja wynosiła prawie 46 tys. mieszkańców. Od 2006 roku w Kalat znajduje się lotnisko.